# نجيب الله رفيع
الملا نجيب الله رفيع هو سياسي أفغاني من حركة طالبان، وحاكم ولاية نيمروز منذ 7 نوفمبر 2021. هو من أصل بلوشي.